# Палтаджян, Рафаэль Варданович
Рафаэ́ль Варда́нович Палтаджя́н (арм. Ռաֆայել Վարդանի Պալտաջյան; 2 февраля 1984, Ленинакан, Армянская ССР, СССР) — армянский футболист, защитник.

## Клубная карьера
Палтаджян родился в Ленинакане. Является воспитанником местного футбола. По стечению обстоятельств (ранний уход из жизни родителей) Палтаджяна с 5 лет воспитывали бабушка с дедушкой.
Футболом начал увлекаться немного позже. До футбола 4 года занимался самбо. В этом виде спорта даже удалось стать призёром в чемпионате Армении. Напротив тренировочного зала располагалось футбольное поле. На этом поле постоянно проводила свои тренировки команда «Арагац». После каждых тренировок Палтаджян выходил из спортзала и останавливался у поля и часами смотрел на тренировки команды. И в один день решил заниматься футболом. С 14 лет пошёл в городскую футбольную школу. Первым тренером в которой стал Ашот Петросян.
С 17 лет начал выступать во-второй команде «Ширака». В главную команду попал по-средством замены. Первый контракт с клубом был заключён в 2004 году. В 2011 году стал финалистом в розыгрыше кубка Армении. Однако трофей достался «Мике», которая обыграла «Ширак» со счётом — 1:4.

## Статистика выступлений
Данные на 24 ноября 2011 года
| Клуб             | Сезон            | Чемпионат | Чемпионат | Кубки | Кубки | Еврокубки | Еврокубки | Всего | Всего |
| Клуб             | Сезон            | Матчи     | Голы      | Матчи | Голы  | Матчи     | Голы      | Матчи | Голы  |
| ---------------- | ---------------- | --------- | --------- | ----- | ----- | --------- | --------- | ----- | ----- |
| Ширак            | 2004             | 2         | 0         | ?     | ?     | 0         | 0         | 2     | 0     |
| Ширак            | 2005             | ?         | ?         | ?     | ?     | 0         | 0         | 0     | 0     |
| Ширак            | 2006             | 8         | 0         | 0     | 0     | 0         | 0         | 8     | 0     |
| Ширак            | 2007             | 6         | 0         | 0     | 0     | 0         | 0         | 6     | 0     |
| Ширак            | 2008             | 4         | 0         | 2     | 0     | 0         | 0         | 6     | 0     |
| Ширак            | 2009             | 6         | 0         | 0     | 0     | 0         | 0         | 6     | 0     |
| Ширак            | 2010             | 21        | 0         | 2     | 0     | 0         | 0         | 23    | 0     |
| Ширак            | 2011             | 10        | 0         | 2     | 0     | 0         | 0         | 12    | 0     |
| Всего            | Всего            | 57        | 0         | 6     | 0     | 0         | 0         | 63    | 0     |
| Всего за карьеру | Всего за карьеру | 57        | 0         | 6     | 0     | 0         | 0         | 63    | 0     |

## Достижения
- «Ширак»
  - Чемпион Армении: 2012/2013
  - Обладатель Кубка Армении: 2011/12
  - Финалист Кубка Армении: 2011

## Личная жизнь
Отец — Вардан, мать — Луиза, не женат. В свободное время любит играть в бильярд и проводить время с друзьями.